# (6275) Kiryu
(6275) Kiryu es un asteroide perteneciente al cinturón de asteroides, región del sistema solar que se encuentra entre las órbitas de Marte y Júpiter, más concretamente a la familia de Coronis, descubierto el 14 de noviembre de 1993 por Takao Kobayashi desde el Observatorio de Ōizumi, Ōizumi, Japón.

## Designación y nombre
Designado provisionalmente como 1993 VQ. Fue nombrado Kiryu en homenaje a ciudad de Kiryu, en la parte oriental de la prefectura de Gunma, es famosa por su industria textil y el béisbol. La escuela secundaria Kiryu-Daiichi ganó el ochenta y un torneo nacional de béisbol de la escuela secundaria.

## Características orbitales
Kiryu está situado a una distancia media del Sol de 2,901 ua, pudiendo alejarse hasta 2,930 ua y acercarse hasta 2,872 ua. Su excentricidad es 0,010 y la inclinación orbital 2,543 grados. Emplea 1805,44 días en completar una órbita alrededor del Sol.

## Características físicas
La magnitud absoluta de Kiryu es 12,8. Tiene 7,045 km de diámetro y su albedo se estima en 0,324. 